# Ordine al Merito Sportivo
L'Ordine al Merito Sportivo è stato un ordine cavalleresco ministeriale francese.

## Storia
L'Ordine è stato fondato il 6 luglio 1956 e abolito nel 1963 in seguito alla creazione dell'Ordine Nazionale al Merito.

## Classi
L'Ordine disponeva delle seguenti classi di benemerenza:
- Cavaliere
- Ufficiale
- Commendatore

| Nastri    |           |              |
|           |           |              |
| Cavaliere | Ufficiale | Commendatore |

## Insegne
- Il nastro era azzurro con bordi gialli.